# Fernando Rodríguez de Castro (1280-1304)
Fernando Rodríguez de Castro (1280 - Monforte de Lemos, 1304 o 1305). Noble gallego de la casa de Castro. Fue hijo de Esteban Fernández de Castro, señor de Lemos y Sarria, y de Aldonza Rodríguez de León.
Fue señor de Lemos y Sarria y de Cabrera y Ribera y desempeñó los cargos de adelantado mayor de Galicia, pertiguero mayor de Santiago y comendero de la Iglesia de Lugo. 
Fue bisnieto del rey Alfonso IX de León.

## Orígenes familiares
Fernando Rodríguez de Castro era hijo de Esteban Fernández de Castro y de Aldonza Rodríguez de León. Por parte paterna era nieto de Fernando Gutiérrez de Castro, alférez del rey Alfonso IX de León, y de Emilia Íñiguez de Mendoza, y por parte materna era nieto de Rodrigo Alfonso de León, hijo de Alfonso IX de León, y de Inés Rodríguez de Cabrera.

## Biografía

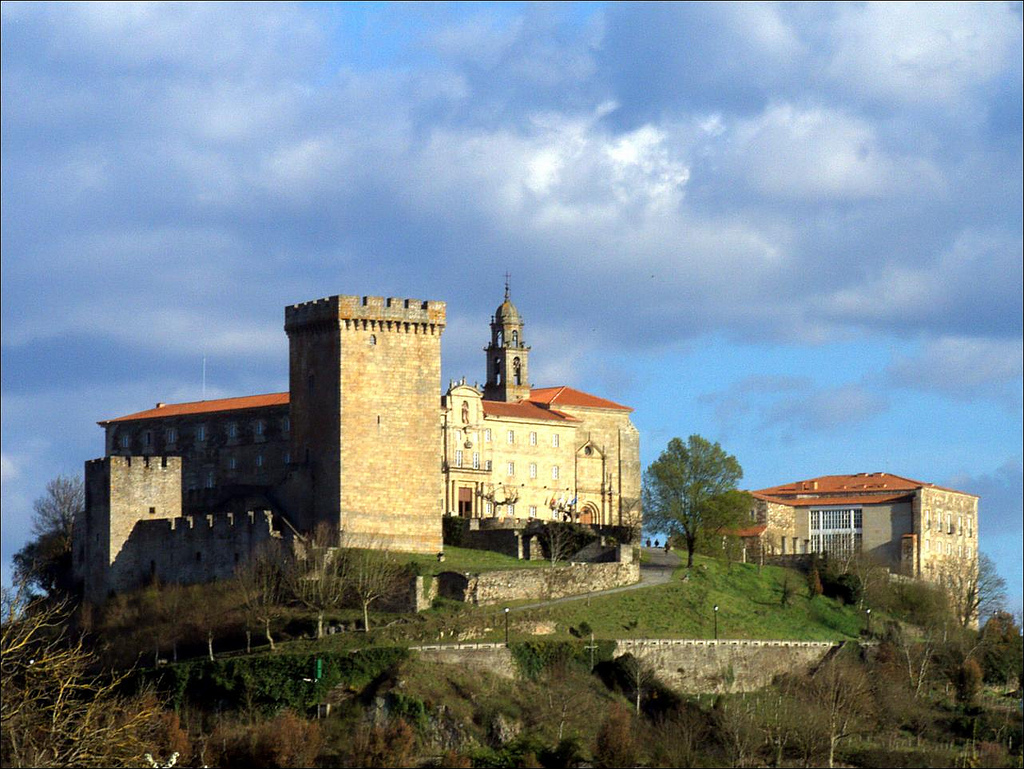
Vista general del castillo de Monforte de Lemos.

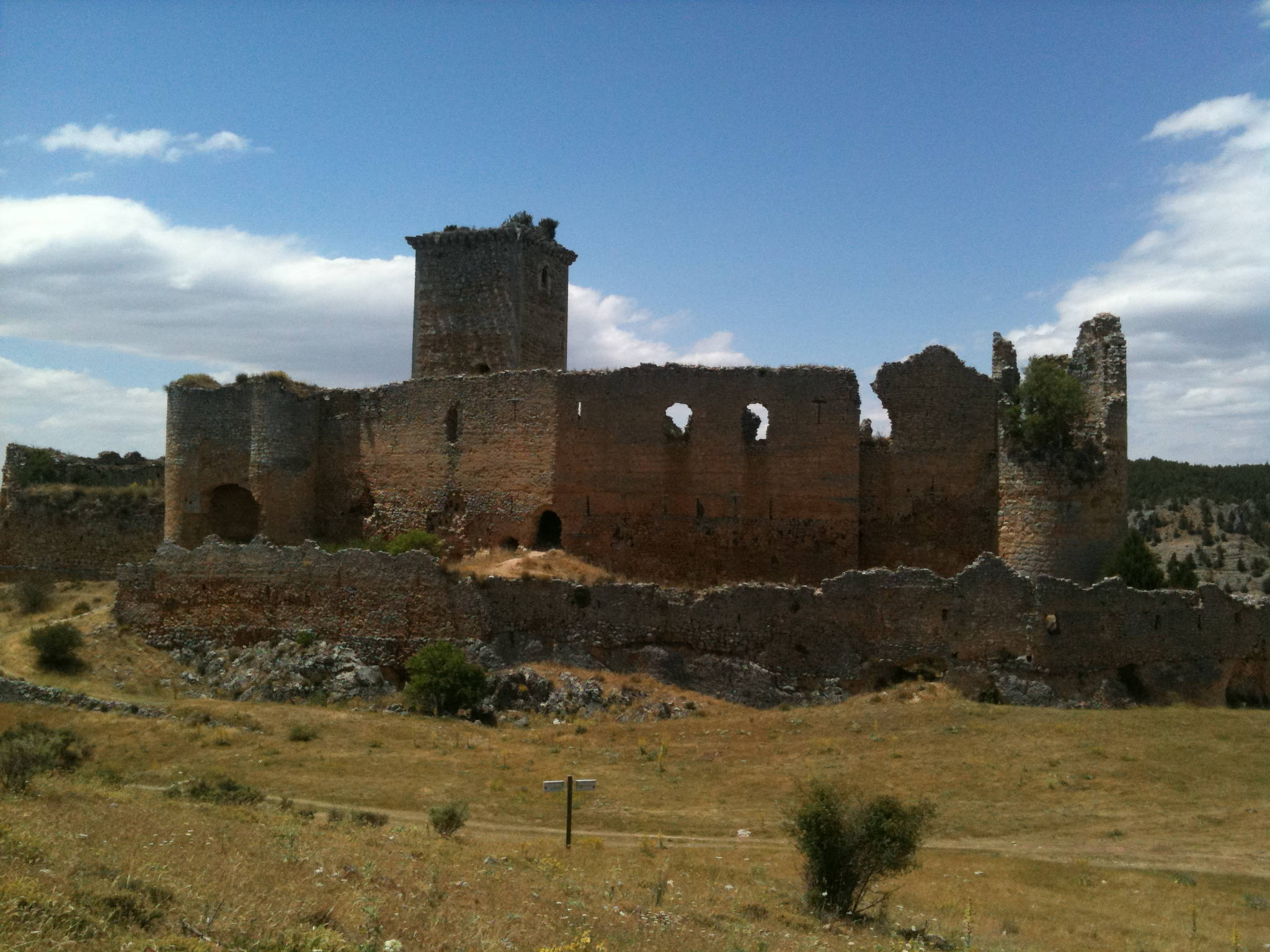
Castillo de Ucero.

Fernando Rodríguez de Castro nació en 1280. Su padre fue señor de Lemos y Sarria, adelantado y merino mayor de Galicia y pertiguero mayor de Santiago. Algunos autores señalaron equivocadamente que en 1285 Fernando Rodríguez de Castro contrajo matrimonio con Violante Sánchez de Castilla, hija ilegítima del rey Sancho IV de Castilla y de María de Meneses, pero el historiador Luis de Salazar y Castro demostró que el matrimonio se celebró en 1293, según se deduce de un documento otorgado en Layosa el día 17 de abril de ese mismo año por Fernando Rodríguez de Castro, en el que revalidó la carta de arras que su padre, Esteban Fernández de Castro, había otorgado en 1291 en nombre de su hijo por ser aquel menor de edad.
En dicha carta de arras, Esteban Fernández de Castro cedió a su nuera Violante la villa y el castillo de Villamartín de Valdeorras, situados en la provincia de Orense, y los cotos de Arcos de la Condesa, Sauceda, Valladares, Gullaes, Noguera, Caldelas y Pías, que estaban situados en tierras de Santiago de Compostela y Toroño, y a los que se sumaron los estados de Ucero y de Traspinedo, en el Valle del Esgueva, que Violante Sánchez heredó de su madre, y otras posesiones que heredó de la misma en Burgos, Sahagún, Cea y Villafamor. Y a la muerte de su padre, ocurrida después de junio de 1291, Fernando Rodríguez de Castro heredó sus posesiones y pasó a ser el noble gallego más poderoso durante los reinados de Sancho IV y Fernando IV.
Durante el reinado de su suegro, Sancho IV, apoyó a este último y combatió contra los infantes de la Cerda, aunque en 1296, durante la minoría de edad de Fernando IV de Castilla, planteó numerosas demandas a la reina María de Molina y, debido a la negativa de esta a concedérselas, abandonó la Corte y rompió sus vínculos vasalláticos con el monarca. Se retiró entonces a Galicia, acompañado por Juan Alfonso de Alburquerque, y comenzó a apoyar las pretensiones del infante Juan de Castilla el de Tarifa, aspirante al trono castellano. En 1298 planteó nuevas reclamaciones a la reina María de Molina, y posteriormente se levantó en armas contra Fernando IV de Castilla.
En la Crónica de Fernando IV consta que en 1304 el infante Felipe de Castilla, hermano de Fernando IV, cercó la villa de Monforte de Lemos por orden de su hermano el rey, a pesar de que aún era un niño, ya que solamente tenía unos doce años de edad. Y cuando Fernando Rodríguez de Castro fue informado de que el infante Felipe había cercado su villa de Monforte de Lemos, acudió con sus mesnadas a socorrerla, aunque los acompañantes y consejeros del infante Felipe intentaron persuadir a Fernando Rodríguez de Castro para que depusiera su actitud y aceptase llegar a un acuerdo de paz con su cuñado el infante, ya que este era hermanastro de su esposa Violante Sánchez de Castilla. Sin embargo, no alcanzaron ningún acuerdo y se entabló una batalla en la que perdió la vida Fernando Rodríguez de Castro. No obstante, otros historiadores como Antonio López Ferreiro argumentaron que en realidad el cerco de Lemos y la muerte de Fernando Rodríguez de Castro debieron ocurrir en 1305, basándose en el testamento que este otorgó el 17 de diciembre de 1305 y que fue consignado en el Tumbo B de la catedral de Santiago de Compostela.
Tras la muerte de Fernando Rodríguez de Castro sus bienes fueron confiscados por Fernando IV y entregados en su mayor parte al hermanastro de Violante, el infante Felipe, que pasó a ser, entre otras cosas, señor de Lemos y Sarria, pertiguero mayor de Santiago, adelantado mayor de Galicia y comendero de la iglesia de Lugo.

## Matrimonio y descendencia
Fruto de su matrimonio con Violante Sánchez de Castilla, hija ilegítima de Sancho IV de Castilla, nacieron dos hijos:
- Pedro Fernández de Castro (m. 1343). Señor de Lemos, Monforte y Sarria. Ocupó numerosos cargos, como el de mayordomo mayor del rey Alfonso XI, adelantado mayor de la frontera de Andalucía, y pertiguero mayor de Santiago,[15] y fue uno de los señores castellanos más poderosos durante el reinado de su primo carnal Alfonso XI, que le concedió numerosas mercedes.[11]
- Juana Fernández de Castro.[16] Contrajo matrimonio hacia 1314 con Alfonso de Valencia,[17] hijo del infante Juan de Castilla el de Tarifa y de Margarita de Montferrato.[18]

| Predecesor: Esteban Fernández de Castro | Señor de Lemos y Sarria c.1291 - c.1305    | Sucesor: Felipe de Castilla |
| Predecesor: Esteban Fernández de Castro | Pertiguero mayor de Santiago 1295 - c.1305 | Sucesor: Felipe de Castilla |